# 랴잔 육군 고급공수지휘학교
랴잔 육군 고급공수지휘학교(Рязанское высшее воздушно-десантное командное училище)는 1918년 11월 13일 러시아 랴잔주 랴잔에 첫 개교되어 현재에 이르고 있는 러시아 국립 육군 군사 공수 병과학교이다.

## 역사
1918년 11월 13일을 기하여 러시아 소비에트 연방 사회주의 공화국 랴잔주 랴잔에 첫 개교되어 1922년 소비에트 연방 확대 개편 수립 이후 소비에트 연방의 손꼽히는 육군 군사학교로 자리매김하다가 1991년 소비에트 연방 붕괴 이후로도 현재까지 러시아에서 상급으로 거론되는 육군 군사 공수 병과학교로 랭킹이 되고 있다.